# Aéroport de Brême

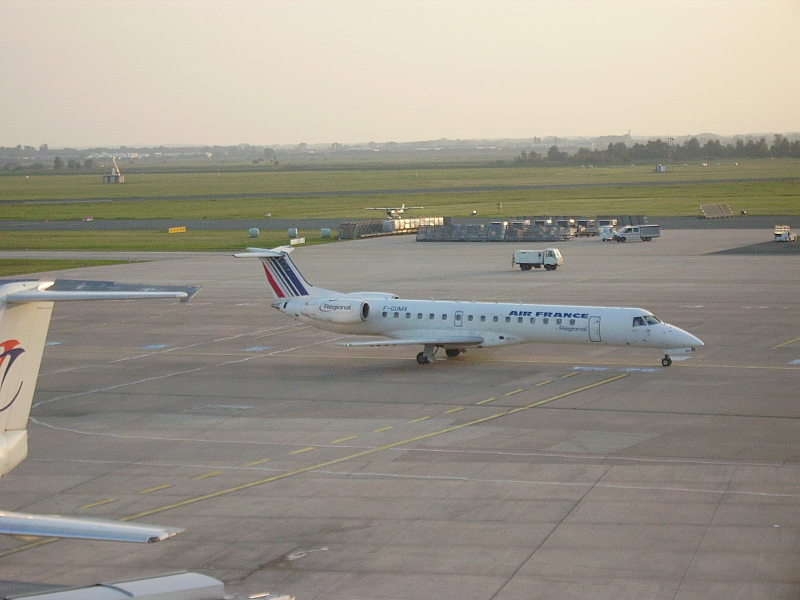
Un Embraer ERJ-145 d'Air France à Brême

Pour les articles homonymes, voir BRE.
L'aéroport de Brême ou Flughafen Bremen en allemand, est un aéroport situé près de la ville de Brême en Allemagne (code IATA : BRE • code OACI : EDDW).
Plus de 1,7 million de passagers ont transité par l'aéroport en 2006.

## Histoire
L'aéroport a été créé en 1913 quand la ville de Brême a délivré une autorisation officielle à l'association allemande d'aviation de l'époque.
En 1920, la compagnie aérienne néerlandaise KLM, ouvre une liaison Amsterdam - Copenhague via Brême et Hambourg.
À la fin de la Seconde Guerre mondiale, en 1945, l'aéroport est réquisitionné par l'armée américaine, il ne fut rendu à la ville qu'en 1949. Durant les années 1950, des vols en direction de New York et Rio de Janeiro sont mis en service.
1989 fut la première année où l'aéroport accueillit plus de 1 million passagers.
Le Bremenhalle, à l'intérieur de l'aéroport, abrite un petit musée de l'air et de l'espace où sont exposés l'avion Ju 52 Bremen ainsi que le premier module du Spacelab LM1.

## Situation
| Berlin · Brandebourg EuroAirport Basel-Mulhouse-Freiburg Freiburg · City Brême Cassel Cologne · Bonn Dortmund Dresde Düsseldorf Erfurt Francfort-Hahn Francfort · sur-le-Main Friedrichshafen Hambourg Hanovre Heringsdorf Karlsruhe · Baden-Baden Leipzig Lübeck Memmingen Munich Münster · Osnabrück Nuremberg Paderborn · Lippstadt Rostock Sarrebruck Stuttgart Sylt Weeze Mannheim |

### Graphique
Le graphique qui aurait dû être présenté ici ne peut pas être affiché car il utilise l'ancienne extension Graph, désactivée pour des questions de sécurité. Des indications pour créer un nouveau graphique avec la nouvelle extension Chart sont disponibles ici.

Voir la requête brute et les sources sur Wikidata.

## Accès
L'aéroport est desservi par la ligne 6 du tramway de Brême.

## Compagnies aériennes et destinations
| Compagnies                    | Destinations |
| ----------------------------- | --- |
| Aegean Airlines               | En saison charter : Héraklion-N. Kazantzákis |
| Corendon Airlines             | En saison : Antalya, Hurghada |
| European Air charter          | En saison charter : Bourgas |
| Eurowings                     | Stuttgart En saison : Palma de Majorque |
| KLM                           | Amsterdam |
| Lufthansa                     | Francfort, Munich-F. J. Strauß |
| Mavi Gök Airlines             | En saison charter : Antalya |
| Pegasus Airlines              | En saison : Antalya |
| Ryanair                       | Alicante-Elche, Londres-Stansted, Vilnius En saison : La Canée I.-Daskaloyánnis, Malaga-Costa del Sol, Porto-F. Sá-Carneiro, Zadar |
| Sky Vision Airlines           | En saison charter : Hurghada |
| Sundair                       | Beyrouth-Rafic Hariri, Fuerteventura, Hurghada En saison : - Antalya, - Héraklion-N. Kazantzákis, - Kos, - Las Palmas/Gran Canaria, - Monastir, - Palma de Majorque, - Rhodes-Diagoras, - Ténériffe-Sud Reine Sofia, - Thessalonique-Makedonía |
| SunExpress                    | Antalya, Izmir-A. Menderes |
| Swiss International Air Lines | Zurich |
| Tailwind Airlines             | En saison charter : Antalya |
| Trade Air                     | En saison : Priština |
| Turkish Airlines              | Istanbul |
| Wizz Air                      | Skopje |

Édité le 11/04/2018. Actualisé le 03/03/2023.

## Incidents et accidents
- 28 janvier 1966 : le vol 005 Lufthansa s'écrase lors de son approche de l'aéroport de Brême à la suite d'une accumulation de pannes des instruments de vol du Convair CV-440 et d'un malaise du pilote. L'accident fait 46 victimes.